# Bölsön
Bölsön är en udde i Finland. Den ligger i Kyrkslätt i landskapet Nyland, i den södra delen av landet, 30 km sydväst om huvudstaden Helsingfors.
Terrängen inåt land är platt. Havet är nära Bölsön söderut.  Närmaste större samhälle är Kyrkslätt, 14,1 km norr om Bölsön. 